# 比格克里克 (阿拉巴馬州)
比格克里克（英語：Big Creek）是一個位於美國阿拉巴馬州休斯敦縣的非建制地區。該地的面積和人口皆未知。

## 地理
比格克里克的座標為31°04′07″N 85°26′02″W / 31.06861°N 85.43388°W，而該地的平均海拔高度為60米（即200英尺）。